# Ayman Yahya
Ayman (auch Aiman) bin Yahya bin Yahya Ahmed (arabisch أيمن يحيى, DMG Aiman Yaḥyā; * 14. Mai 2001 in Riad) ist ein saudi-arabischer Fußballspieler.

## Karriere

### Verein
Er wechselte zur Saison 2019/20 aus der U23 von al-Nassr FC in die erste Mannschaft. In der Saison 2020/21 gewann er mit dem Team den nationalen Supercup. Von Januar bis Sommer 2022 war er an al-Ahli ausgeliehen.

### Nationalmannschaft
Mit der U23 spielte er bei der Asienmeisterschaft 2020 im letzten Spiel der Vorrunde, nach Einwechselung, und bereitete den 1:0-Siegtreffer vor. Im Finale wurde er zur 60. Minute eingewechselt, als seine Mannschaft nach Verlängerung Südkorea mit 0:1 unterlag.
Sein Debüt in der A-Nationalmannschaft hatte er am 14. November 2020 bei einem 3:0-Freundschaftsspielsieg über Jamaika. In der Startelf bereitete er das 2:0 von Saleh al-Shehri in der 44. Minute vor und wurde in der 85. Minute für Mohammed al-Breik ausgewechselt.
Bei den Olympischen Spielen 2020 in Tokio stand er gegen die Elfenbeinküste und Deutschland in der Startelf.